# 德勒巴克
德勒巴克（挪威語：Drøbak，聆听ⓘ）是挪威阿克什胡斯郡弗龙市镇内的城镇及其行政中心。该镇位于奧斯陸峽灣边，2017年人口数量为13,409人。